# La criada de la granja
La criada de la granja, primera telenovela televisada en Venezuela, fue transmitida por Televisa, predecesora de Venevisión, en 1953 de lunes a viernes a las 7 de la noche. Los protagonistas de esta producción fueron el actor José Torres y la actriz Aura Ochoa. Los capítulos en ese entonces tenían una duración de 15 minutos y no se grababan, sino que salían en vivo. Más adelante, con la llegada del video tape, los capítulos pudieron ser grabados y retransmitidos.

## Elenco
- Aura Ochoa
- José Torres
- Gladys Cáceres
- Pedro Marthán
- Doris Wells
- Eva Moreno

## Datos
En 1953, un año después de la llegada de la televisión al país y según lo que menciona la autora Carolina Espada en su libro La telenovela en Venezuela, salió al aire por la extinta televisora comercial Televisa lo que se considera la primera telenovela de factura nacional. Se trataba de La criada de la granja, una historia que se transmitía de lunes a viernes a las siete de la noche, en vivo, durante apenas 15 minutos.
La telenovela pertenecía a Televisa (acrónimo de Televisión Independiente, S.A.) fue el primer canal de televisión de Venezuela de capital privado y el segundo establecido en ese país después de la estatal Televisora Nacional.
Televisa fue fundada en 1953 y desapareció en 1960, luego de declararse en quiebra. Posteriormente fue adquirida por Diego Cisneros y renombrada poco después como Venevisión .